# Murellenberge, Murellenschlucht et Schanzenwald
 (mars 2023).
Le Murellenberge, le Murellenschlucht et le Schanzenwald sont un paysage vallonné formé pendant la Glaciation vistulienne dans le quartier berlinois de Ruhleben dans le quartier de Westend du district de Charlottenburg-Wilmersdorf. La zone se situe à l'ouest du Parc olympique. La plus grande partie de ce paysage de moraine forme la "réserve naturelle de Murellenschlucht et de Schanzenwald" , qui appartient au réseau de biotopes Fließwiese Ruhleben (de), Tiefwerder Wiesen (de) et Grunewald. À environ un kilomètre et demi au nord-est de la zone (depuis Murellenberg) se trouve le monument naturel Murellenteich.
Les Murellenberge (souvent appelés « Murellenberg », anciennement : Morellenberge ) forment les contreforts les plus septentrionaux du plateau de Teltow jusqu'à la vallée proglaciaire de Varsovie-Berlin. Le lien entre l'environnement naturel d'origine et la ville a été en grande partie perdu. Les collines qui atteignent jusqu´à 62 mètres de haut et les vallées encaissées abritent une flore et une faune diverses et menacées, notamment dans leurs zones d'herbes sèches. Utilisées pendant plus de 150 ans comme zone militaire et policière, les forêts du Schanzenwald ont pu se développer presque sans perturbation. En 1936, y a été érigée  la Waldbühne sous la direction de l'architecte Werner March.
Les Nazis ont installé dans les collines un site d'exécution pour les déserteurs et les soi-disant « démoralisateurs ». Depuis 2002, le "Denkzeichen commémorant ceux qui ont été assassinés par la justice militaire nazie à Murellenberg" de l'artiste Patricia Pisani commémore les victimes.

## Lieu d'exécution de la justice militaire nazie
Les exécutions n'ont très probablement pas eu lieu directement dans le Murellenschlucht. Après une inspection du site en 1995 avec des témoins contemporains et une analyse topographique, une zone proche du dépôt actuel de munitions et d´une sablière dans le Schanzenwald sont plus susceptibles d'être le site.
Au cours de la phase finale de la Seconde Guerre mondiale, le tribunal central de l'armée, la cour martiale itinérante de la Wehrmacht ainsi que d'autres cours martiales ont prononcé plus de 230 condamnations à mort, qui ont généralement été exécutées immédiatement sur ce champ de tir V de la Wehrmacht. Les verdicts, contre lesquels les recours juridiques n'étaient pas autorisés, concernaient principalement les déserteurs de la Wehrmacht et les soi-disant « démoralisateurs ».

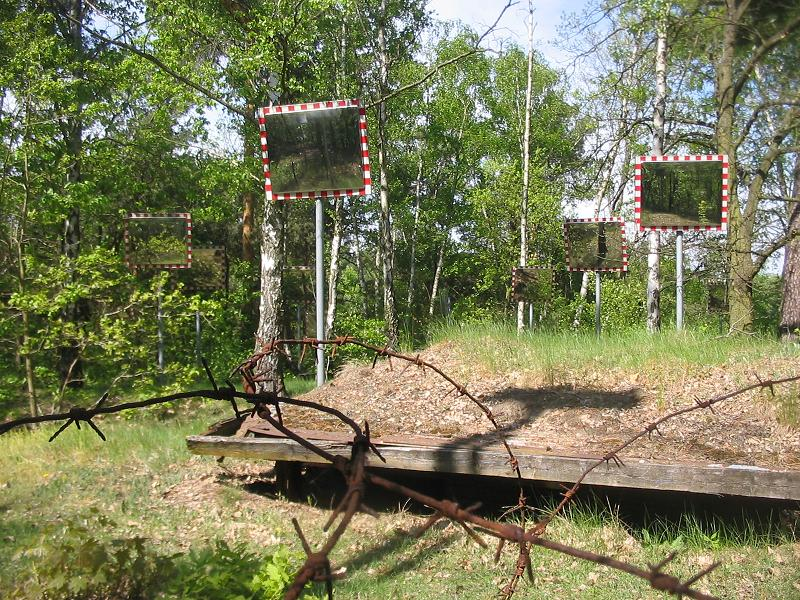
Mémorial près du lieu probable des exécutions sur les Murellenbergen

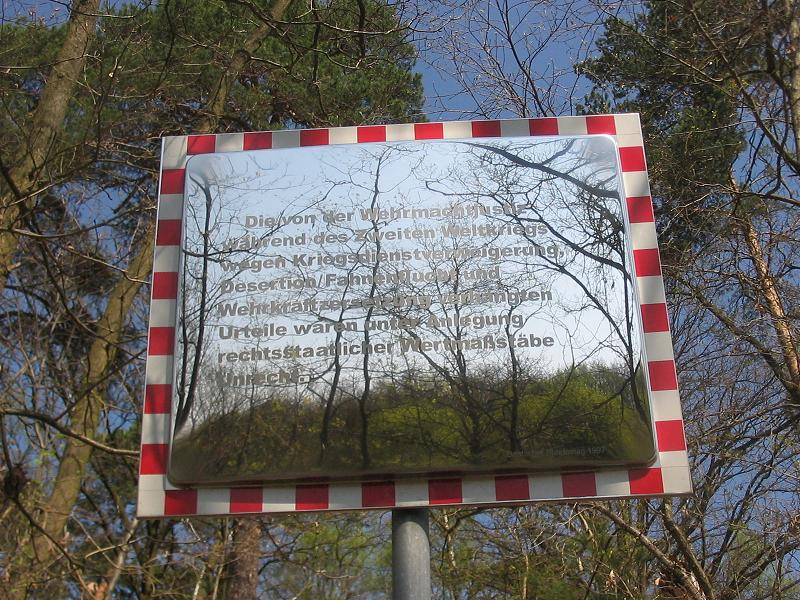
Mémorial avec inscription

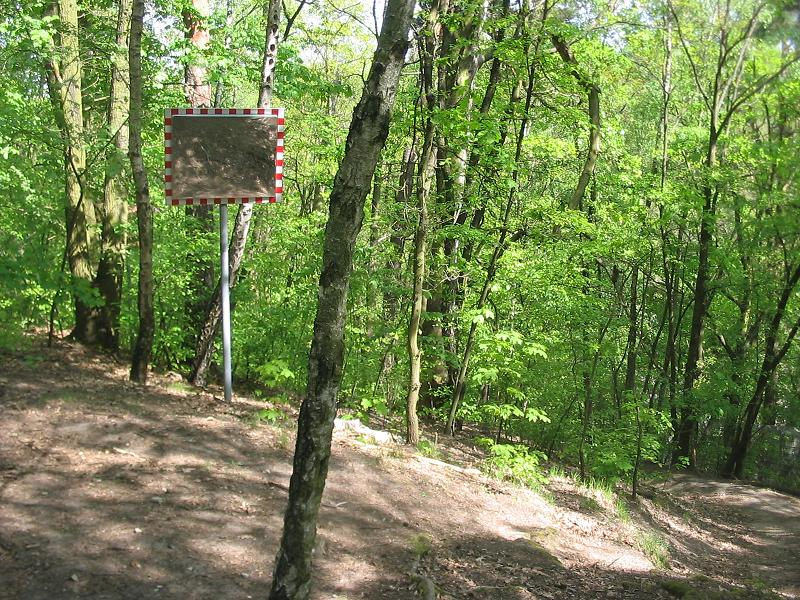
Chemin parcourant le mémorial sur les Murellenbergen

Quelques alsaciens, enrôlés de force dans la Wehrmacht allemande, ont également été exécutés. L'étude des dossiers a révélé qu'il ne s'agissait que de condamnations à mort à motivation politique, comme celle de l'officier professionnel et résistant du 20 juillet 1944, Gustav Heisterman von Ziehlberg. 232 personnes ont été abattues entre le 12 août 1944 et le 14 avril 1945, mais un nombre indéteterminé de cas non signalés serait à ajouter.
Dans un discours prononcé en 1995, le pasteur de l'église évangélique du village de Staaken a parlé de plus de 300 exécutions. 117 des personnes assassinées ont trouvé leur dernier lieu de repos au cimetière Spandau "In den Kisseln" et 81 à Engelsfelde près de Seeburg dans des tombes anonymes.